# Suchary (województwo wielkopolskie)
Suchary – wieś w Polsce położona w województwie wielkopolskim, w powiecie konińskim, w gminie Wilczyn.
W latach 1975–1998 miejscowość należała administracyjnie do województwa konińskiego.
Zobacz też: Suchary.